# Ford GE1
Платформа Global Electrified 1 (GE1) — це платформа для електромобілів, розроблена компанією Ford під керівництвом спеціальної глобальної команди для роботи з електромобілями Team Edison. Це сильно модифікована версія платформи C2. 

## Автомобілі, які використовують цю платформу
- Ford Mustang Mach-E (2020–дотепер)